# 禄脿街道
禄脿街道是中国云南省昆明市安宁市下辖的一个街道办事处，位于安宁市区以西27公里处，东与草铺街道相接，南抵易门县，西接禄丰县，北连青龙街道，总面积113.5平方公里。“禄脿”为彝语，意为“白石头多的地方”。禄脿是昆明通往滇西的交通重镇，素有昆明“西大门”之称。有320国道等穿境而过。
1997年改禄脿乡为禄脿镇，2011年4月安宁市正式在全域撤镇设街道办事处，改为街道办事处。

## 行政区划
禄脿共辖1个社区和7个行政村，分别是：
禄脿社区、禄脿村、海湾村、安丰营村、艾家营村、庄科村、北冲村和密马龙村。